# Trasmissione digitale
La trasmissione digitale (o trasmissione numerica), nelle telecomunicazioni, indica quelle trasmissioni in cui i dati sono rappresentati in forma digitale, cioè con numeri codificati in sequenze di bit. Questo tipo di trasmissione è il contrario della trasmissione analogica. 

## Descrizione
La trasmissione digitale è possibile a partire da sorgenti reali analogiche attraverso una conversione analogico-digitale dei dati analogici. A partire da questa operazione si associano poi usualmente operazioni di elaborazione digitale del segnale numerico quali la codifica di sorgente volte alla compressione dei dati, operazioni di codifica di canale volte all'introduzione di ridondanza per la rilevazione e/o la correzione dell'errore (FEC) a valle in ricezione e nel mezzo eventuali operazioni di interleaving per favorire l'eliminazione di errori a burst ovvero consecutivi in ricezione. 
Infine prima della trasmissione sul canale, che in genere è un canale ad onde continue, si attua una modulazione numerica per la conversione digitale-analogica del segnale digitale. 
In ricezione si opera in maniera complementare con le rispettive operazioni inverse di demodulazione numerica, decodifica di canale, deinterleaving, decodifica di sorgente ed infine conversione digitale analogica. 
Trasmissioni puramente numeriche con canale di comunicazione digitale ovvero trasmissione di onde quadre (meno sensibili agli errori di trasmissione) sono possibili su portanti fisici cablati con ampia capacità di banda (es. fibra ottica) a causa dell'elevata occupazione spettrale dell'onda quadra stessa con lo svantaggio comunque di una peggiore efficienza spettrale del sistema ed il vantaggio però di un sistema di trasmissione/ricezione più semplice senza necessità di modulatore/demodulatore numerico e a volte anche di codificatore/decodificatore di canale.

## Vantaggi
I vantaggi delle trasmissioni digitali sono proprio nella possibilità di effettuare le operazioni di elaborazione di cui sopra (codifica di canale, di sorgente e interleaving) per far fronte alle problematiche di trasmissione introdotte dal canale di comunicazione, quali gli errori di trasmissione e/o le limitazioni di banda offerte da quest'ultimo, rendendo quindi la trasmissione più efficiente ed affidabile. Tali operazioni non sono infatti possibili su segnali di tipo analogico.